# Cordyline forbesii
Cordyline forbesii är en sparrisväxtart som beskrevs av Alfred Barton Rendle. Cordyline forbesii ingår i släktet Cordyline, och familjen sparrisväxter. Inga underarter finns listade i Catalogue of Life.